# السلطة القضائية في لبنان
القضاء اللبناني هو إحدى السلطات الثلاث التي تحكم لبنان والتي لها الكيان المستقل التي لا تخضع الا للقانون. فالمادة 20 من الدستور اللبناني يقر بوجوب قيام المحاكم القضائية إذ نص: «السلطة القضائية تتولاها المحاكم على اختلاف درجاتها واختصاصاتها ضمن نظام ينص عليه القانون ويحفظ بموجبه للقضاة والمتقاضين الضمانات اللازمة. أما شروط الضمانة القضائية وحدودها فيعينها القانون. والقضاة مستقلون في إجراء وظيفتهم وتصدر القرارات والأحكام من قبل كل المحاكم وتنفذ باسم الشعب اللبناني.»
يرتكز النظام القانوني اللبناني على مزيج من المبادئ القانونية المستمدة من القانون المدني والإسلامي والعثماني، وعلى قوانين السلطة التشريعية اللبنانية.
تتحكم في النظام القانوني اللبناني سلسلة من القواعد القانونية المتخصصة التي تشمل:
- قانون الموجبات والعقود وهو المصدر الأساسي للقانون المدني؛
- أصول المحاكمات المدنية
- قانون التجارة
- قانون العقوبات
- أصول المحاكمات الجزائية

## هيكل القضاء
يتألف النظام القضائي من محاكم بابية التي تنقسم بدورها إلى دوائر جنائية ومدنية. وتنتظم هذه المحاكم في غرف لكل منها ثلاثة قضاة. ويمكن استئناف أحكام محاكم الدرجة الأولى لدى محاكم الاستئناف التي تتمتع بسلطات قاضية تميزية وأصلية بخصوص الجنّيات.
ويوجد في لبنان ستة محاكم استكشاف، لكل محافظة محكمة. ويرأس هذه المحاكم كبير القضاة، وعليه واجبات إشرافية وإدارية، كما تضم هذه المحاكم دائرة ادعاء عام يرأسها مدع عام.

## تعيينات القضاة
مجلس القضاء الذي يرأسه كبير القضاة في محكمة التمييز هو المسؤول عن التعيينات والمنادريبات والإجراءات التأديبية القضائية. ومن أعضاء محكمة التمييز، ورئيس هيئة التفتيش القضائي وأحد مفتشيه، وثلاثة قضاة يعينون بمرسوم خاص لفترة سنتين.

## المحكمة العليا
يمكن استئناف قرارات محاكم الاستئناف ورفعها إلى محكمة التمييز أو المحكمة العليا. ويترأس هذه الهيئة الموجودة في بيروت رئيس أول وتضم أيضا دائرة ادعاء عام. وإضافة إلى النظر في الاستئنافات من المحاكم العادية والاستثنائية، تفصل محكمة التمييز في المنازعات بين المحاكم العادية والاستثنائية.

## المجلس الدستوري
أسس  المجلس الدستوري سنة 1990 على دستورية المراسيم الحكومية ويفصل في المنازعات التي تنشأ أثناء الانتخابات.